# Hans Albrecht Freiherr von Rechenberg
Hans Albrecht Richard Fedor Melchior (Freiherr) von Rechenberg (* 22. Oktober 1892 in Neurode; † 19. Januar 1953 in Köln) war ein deutscher Politiker der FDP.

## Herkunft
Hans Albrecht von Rechenberg ist der Sohn des Richard von Rechenberg, kgl. preuß. Geheimer Oberregierungsrat, zeitweise Landrat des Kreises Neurode, und der vormaligen DNVP-Politikerin Freda Freifrau von Rechenberg, geb. von Meyerinck. Fredas Mutter war Emmy von Kraewel, der Vater Kurt von Meyerinck war Rittmeister a. D.

## Leben und Beruf
Nach dem Abitur studierte Rechenberg Philosophie und Chemie in Breslau und Berlin. 1916 promovierte er und wurde anschließend Soldat. Nach 1918 war er als Angestellter in der Chemie-Industrie tätig, u. a. bei Dynamit Nobel in Troisdorf. Eine Zeitlang war er in Hamburg selbständig. Nach dem Abitur studierte Rechenberg Philosophie und Chemie in Breslau und Berlin. 1916 promovierte er und wurde anschließend Soldat. Nach 1918 war er als Angestellter in der Chemie-Industrie tätig, u. a. bei Dynamit Nobel in Troisdorf. Eine Zeitlang war er in Hamburg selbständig. 1927 übernahm er das Amt des Direktors einer Maschinenfabrik bei Köln, deren Inhaber er später wurde. Er erfand zahlreiche technische Neuerungen für die Getreidemittelindustrie, wie etwa die des „Ultratrieur“, einer Sortiervorrichtung für Getreide.
Nach 1945 war  Mitglied der Industrie- und Handelskammer Köln und wurde in den Vorstand des Arbeitgeberverbandes der Metallindustrie Köln gewählt. Er setzte sich für den Ausbau des Ost-West-Handels ein. Darüber hinaus engagierte er sich für den Bau des Golfclubs in Refrath und fungierte als Vorsitzender des dortigen Clubs. 1953 starb er im Alter von 60 Jahren an den Folgen eines Verkehrsunfalls. Auf ihn folgte Erich Mende als stellvertretender Landesvorsitzender der FDP.

## Politische Tätigkeit
Rechenberg gründete eine demokratische Gruppe in Köln, die später in der FDP aufging. Seit 1947 war er stellvertretender Vorsitzender der FDP in Nordrhein-Westfalen und wurde 1949 für die FDP in den Deutschen Bundestag gewählt, dem er bis zu seinem Tode angehörte.
Um die Mandatsnachfolge entstand ein in der Geschichte des Bundestages bislang einmaliger Rechtsstreit, an dessen Ende dem nachgerückten Paul Hans Jaeger das Mandat aberkannt wurde, was aber keine praktische Auswirkung mehr hatte, da die Legislaturperiode inzwischen zu Ende gegangen war.
Von 1950 bis 1953 war Freiherr von Rechenberg Mitglied der Parlamentarischen Versammlung des Europarates.

## Familie
1917 heiratete Rechenberg in Berlin Erika Freiin von Hammerstein-Loxten († 20. Juli 1964), Tochter der Henriette Freiin von Opperheim und des Gutsbesitzers, kgl. preuß. Wirklicher Geheimer Ober-Regierungs-Rat, Adolf Freiherr von Hammerstein-Loxten. Henriette war die Tochter des Bankiers Eduard von Oppenheim. Erika und Hans Albrecht hatten zwei Töchter, ließen sich 1940 scheiden. Danach lebte Rechenberg in Köln, die Exfrau mit den Kindern in Brannenburg am Inn. Nach der Scheidung musste Rechenberg den Johanniterorden wieder verlassen, dem er 1923 als Ehrenritter beigetreten war, dort Mitglied der Provinzialgenossenschaft Schleswig-Holstein.